# Chuxiong
Der autonome Bezirk Chuxiong der Yi (chinesisch 楚雄彝族自治州, Pinyin Chǔxióng Yízú Zìzhìzhōu) liegt im mittleren Norden der chinesischen Provinz Yunnan. Seine Hauptstadt ist Chuxiong (楚雄市). Chuxiong hat eine Fläche von 28.438,54 km². Bei der Volkszählung 2020 hatte Chuxiong 2.416.747 Einwohner (Bevölkerungsdichte: 85 Einw./km²).

## Geschichte
Der autonome Bezirk Chuxiong der Li wurde offiziell am 15. April 1958 gegründet. Seit Januar 2021 ist Chuxiong in zwei kreisfreie Städte und acht Kreise gegliedert.

## Verwaltungsgliederung
| Stadt/Kreis              | Fläche    | Einwohner (2020) | Hauptort                        |
| ------------------------ | --------- | ---------------- | ------------------------------- |
| Stadt Chuxiong (楚雄市)  | 4.434 km² | 631.530          | -                               |
| Stadt Lufeng (禄丰市)    | 3.538 km² | 366.512          | Großgemeinde Jinshan (金山镇)   |
| Kreis Shuangbai (双柏县) | 3.887 km² | 133.884          | Großgemeinde Tuodian (妥甸镇)   |
| Kreis Mouding (牟定县)   | 1.449 km² | 149.437          | Großgemeinde Gonghe (共和镇)    |
| Kreis Nanhua (南华县)    | 2.264 km² | 203.704          | Großgemeinde Longchuan (龙川镇) |
| Kreis Yao’an (姚安县)    | 1.697 km² | 164.165          | Großgemeinde Dongchuan (栋川镇) |
| Kreis Dayao (大姚县)     | 4.036 km² | 228.961          | Großgemeinde Jinbi (金碧镇)     |
| Kreis Yongren (永仁县)   | 2.143 km² | 97.985           | Großgemeinde Yongding (永定镇)  |
| Kreis Yuanmou (元谋县)   | 2.029 km² | 201.510          | Großgemeinde Yuanma (元马镇)    |
| Kreis Wuding (武定县)    | 2.940 km² | 239.059          | Großgemeinde Shishan (狮山镇)   |

## Ethnien
Im Jahr 2023 gehörten nach offiziellen Angaben 983.233 Personen (37,12 %) ethnischen Minderheiten an. Die große Mehrheit davon bildeten Angehörige des Yi-Volkes.
| Ethnie   | Einwohner | Anteil   |
| -------- | --------- | -------- |
| Han      | 1.665.449 | 062,88 % |
| Yi       | 789.134   | 029,79 % |
| Lisu     | 60.286    | 02,28 %  |
| Miao     | 51.033    | 01,93 %  |
| Dai      | 24.467    | 00,92 %  |
| Hui      | 21.950    | 00,83 %  |
| Bai      | 19.347    | 00,73 %  |
| Sonstige | 17.016    | 00,64 %  |
| Gesamt   | 2.648.682 | 100,00 % |

## Sonstiges
Das in der autonomen Präfektur Chuxiong liegende Dorf Baita der Yi-Nationalität ist in China als „Dorf der Kupferschmiede“ bekannt. Historischen Aufzeichnungen zufolge ist die Gegend sehr reich an Kupferressourcen. Bereits in der Ming-Dynastie wurde dort in großem Umfang Kupfer abgebaut. Im Jahr 2013 wurde die Kupferherstellung von Baita in die Liste des immateriellen Kulturerbes der Provinz Yunnan aufgenommen. Der in Baita lebende Kupferschmied Wang Zixing ist der Überlieferer dieses immateriellen Kulturerbes. Schon im Alter von 16 hat er begonnen, die Technik von seinem Vater zu erlernen.